# Tito Angelini

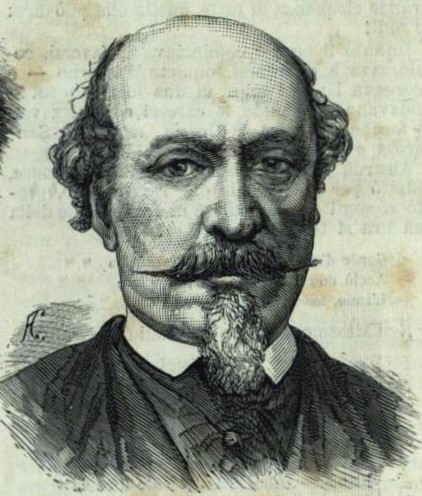
Tito Angelini

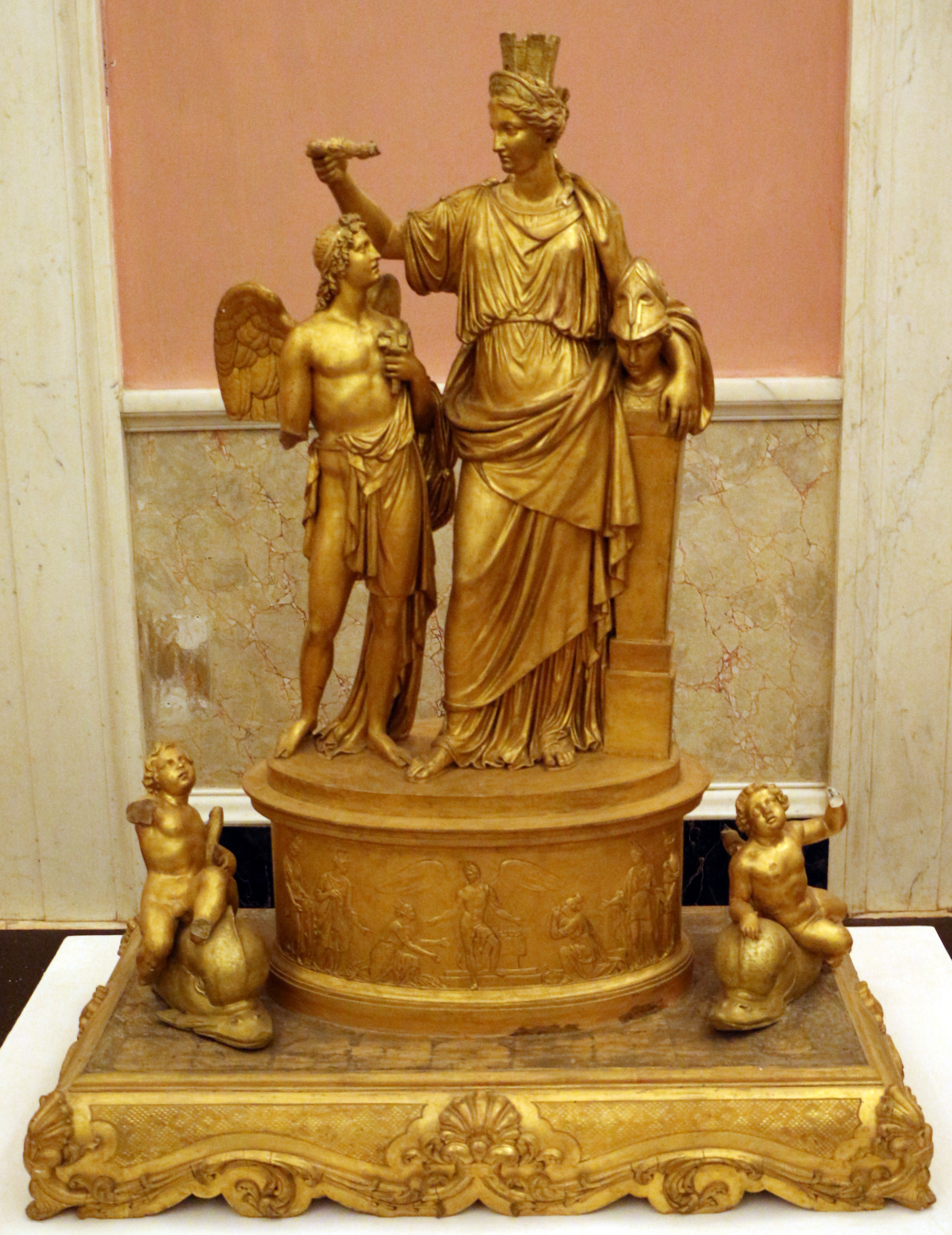
Tito Angelini, Parthenope als Verkörperung des Königreichs beider Sizilien, krönt den Genius der Kunst (1840, vergoldeter Gips)

Tito Angelini (* 10. März 1806 in Neapel; † 9. Februar 1878 ebenda) war ein italienischer Bildhauer, der hauptsächlich in seiner Heimatstadt tätig war.

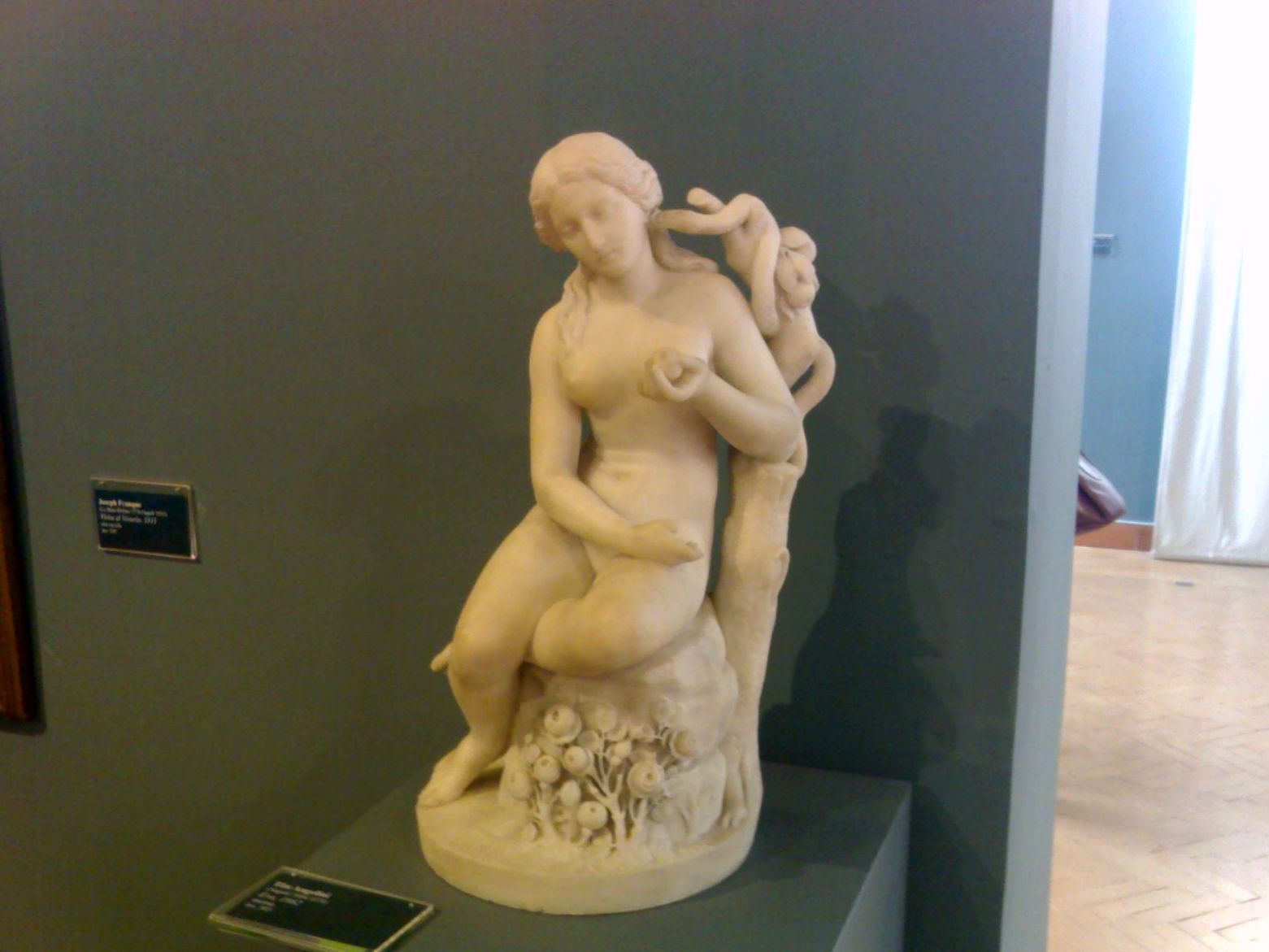
Eva (1862, Marmorskulptur) - Galleria dell'Accademia di Napoli

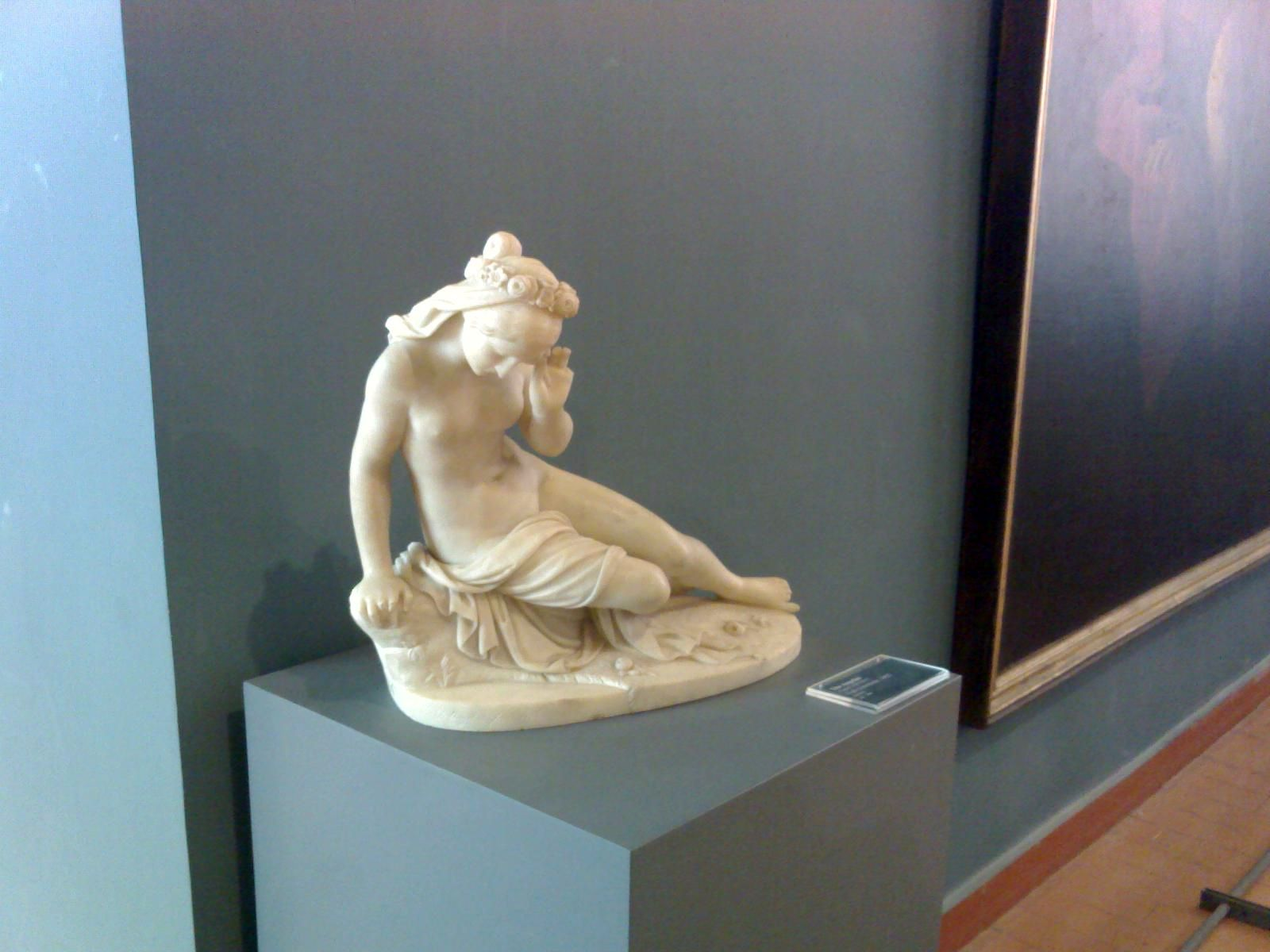
Nackte Frau (1862, Marmorskulptur) - Galleria dell'Accademia di Napoli

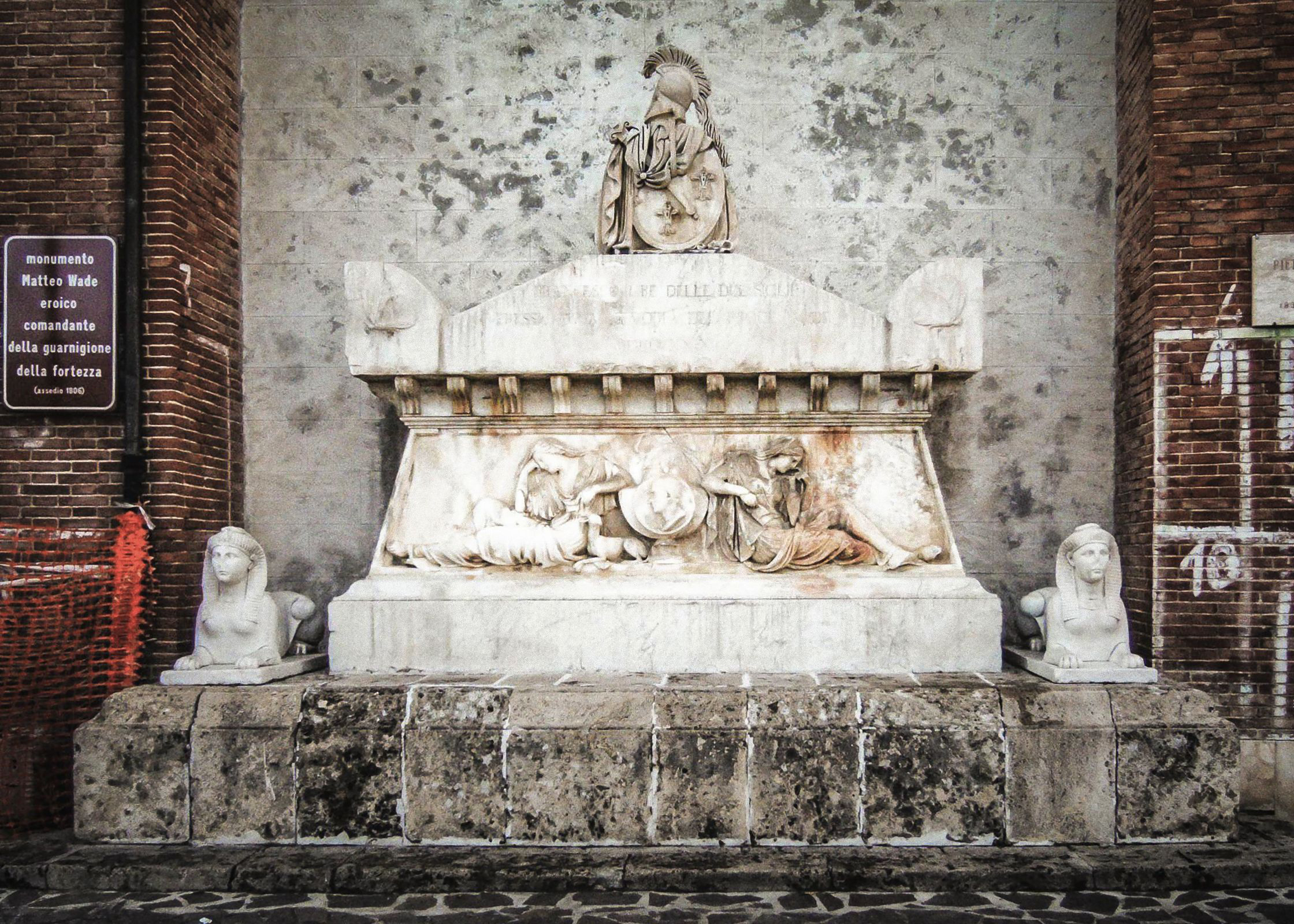
Grabdenkmal für Matteo Wade von Tito Angelini.

## Biografie

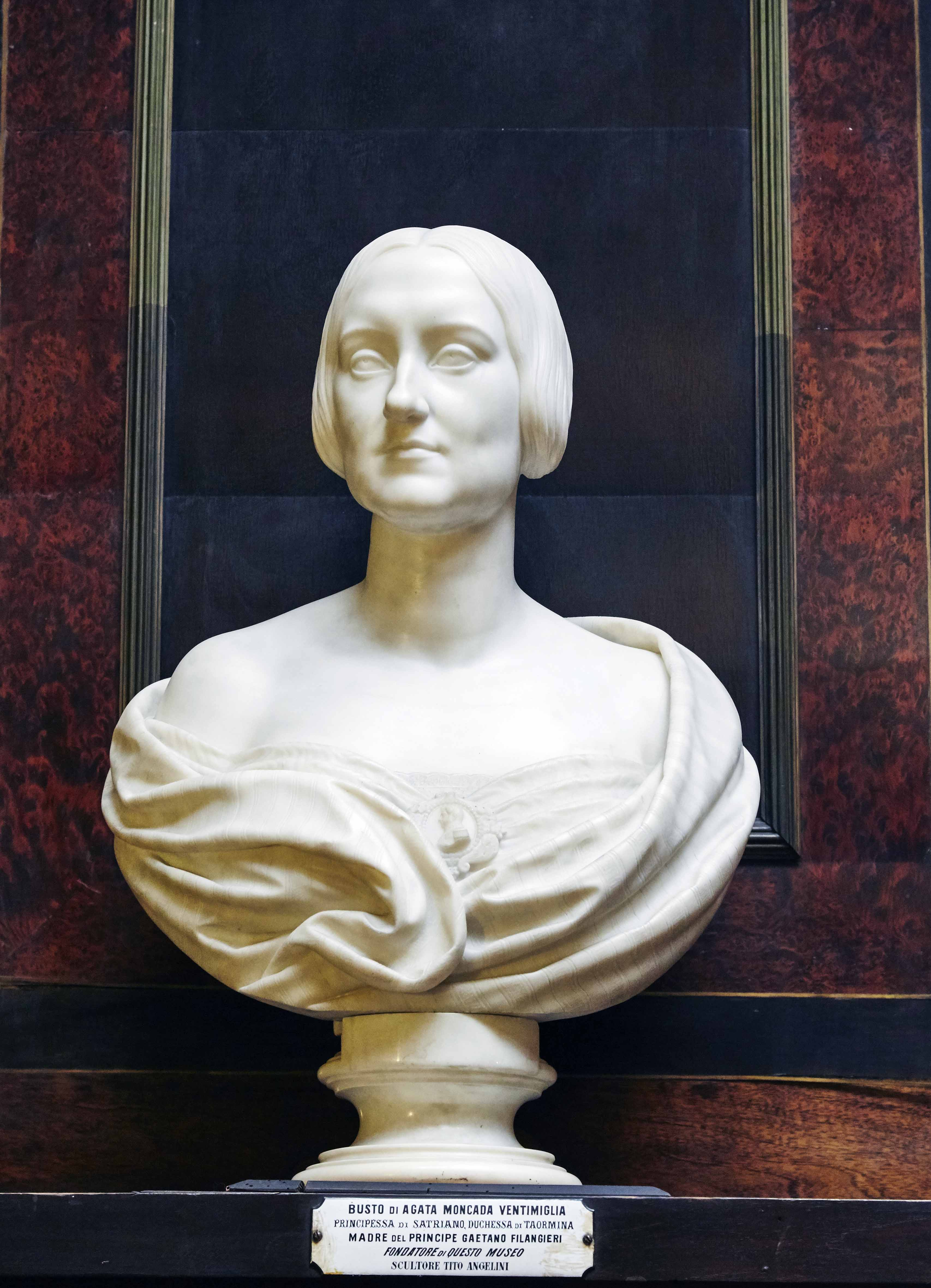
Agata Moncada di Paternò Prinzessin von Satriano, Herzogin von Taormina, Museo Civico Gaetano Filangieri.

Sohn von Costanzo Angelini, absolvierte sein Studium in Rom. Nachdem er sich an der Accademia di Belle Arti di Napoli eingeschrieben hatte, litt er unter den Einflüssen der damals im Trend liegenden Bildhauer, deren künstlerische Kultur von Personen wie Antonio Canova und der Däne Bertel Thorvaldsen geprägt waren.
Er unternahm zahlreiche Reisen durch Italien, bei denen er Beziehungen zu zahlreichen Künstlern (darunter Pietro Tenerani, Luigi Pampaloni und Lorenzo Bartolini) knüpfte, obwohl seine Tätigkeit als Bildhauer vor allem in Neapel stattfand, wo er Bildhauer unterrichtete und Direktor der Scuola di disegno war.
Der Erfolg, den er bei diesen Lehrveranstaltungen erzielte, führte dazu, dass er zahlreiche offizielle Aufträge für Werke wie La Clemenza und L'Immacolata für das Treppenhaus und die Kapelle des Palazzo Reale in Neapel erhielt.
Zu seinen wichtigsten Werken gehören das Grab von Lucia Migliaccio und das Grab von Michele Arditi in der Kirche San Ferdinando, die Denkmäler von Saverio Mercadante (auf dem gleichnamigen Platz am Corso Vittorio Emanuele) und Paolo Emilio Imbriani (auf der Piazza Mazzini), die Statue des Heiligen Ambrosius in der Kirche San Francesco in Gaeta und das Grabmal des Söldnerführers Matteo Wade. Es gibt auch zwei von Prinz Gaetano Filangieri in Auftrag gegebene Büsten, von Carlo Filangieri Herzog von Taormina und seiner Mutter Agata Moncada di Paternò, die sich im Museo Civivo Gaetano Filangieri in Neapel befinden. 
Weitere Werke von ihm befinden sich im Palast von Caserta: eine Serie von sechs Flachreliefs in der Halle Alexanders, Philipp der Makedonier vertraut Alexander dem jungen Aristoteles an, Alexander zwingt in Delphi die Pythia zur Vorhersage der Zukunft und Alexander übergibt sein Testament vor dem Tod; eine der beiden ruhmreichen Geflügelten mit Trophäen als Relief im Thronsaal.
Der Bildhauer Francesco Jerace errichtete für Tito Angelini im Quadrilatero degli Uomini illustri (Karree für Berühmtheiten) des Friedhof Poggioreale, ein schlankes und sehr elegantes Grabdenkmal. Es befindet sich direkt neben jenem, das kürzlich dem Bildhauer Augusto Perez gewidmet wurde, als symbolische Übergabe der besten zivilen Gedenkskulptur zwischen dem 19. und 20. Jahrhundert in Neapel.